# Escalier d'eau à cinq étages de Bingley

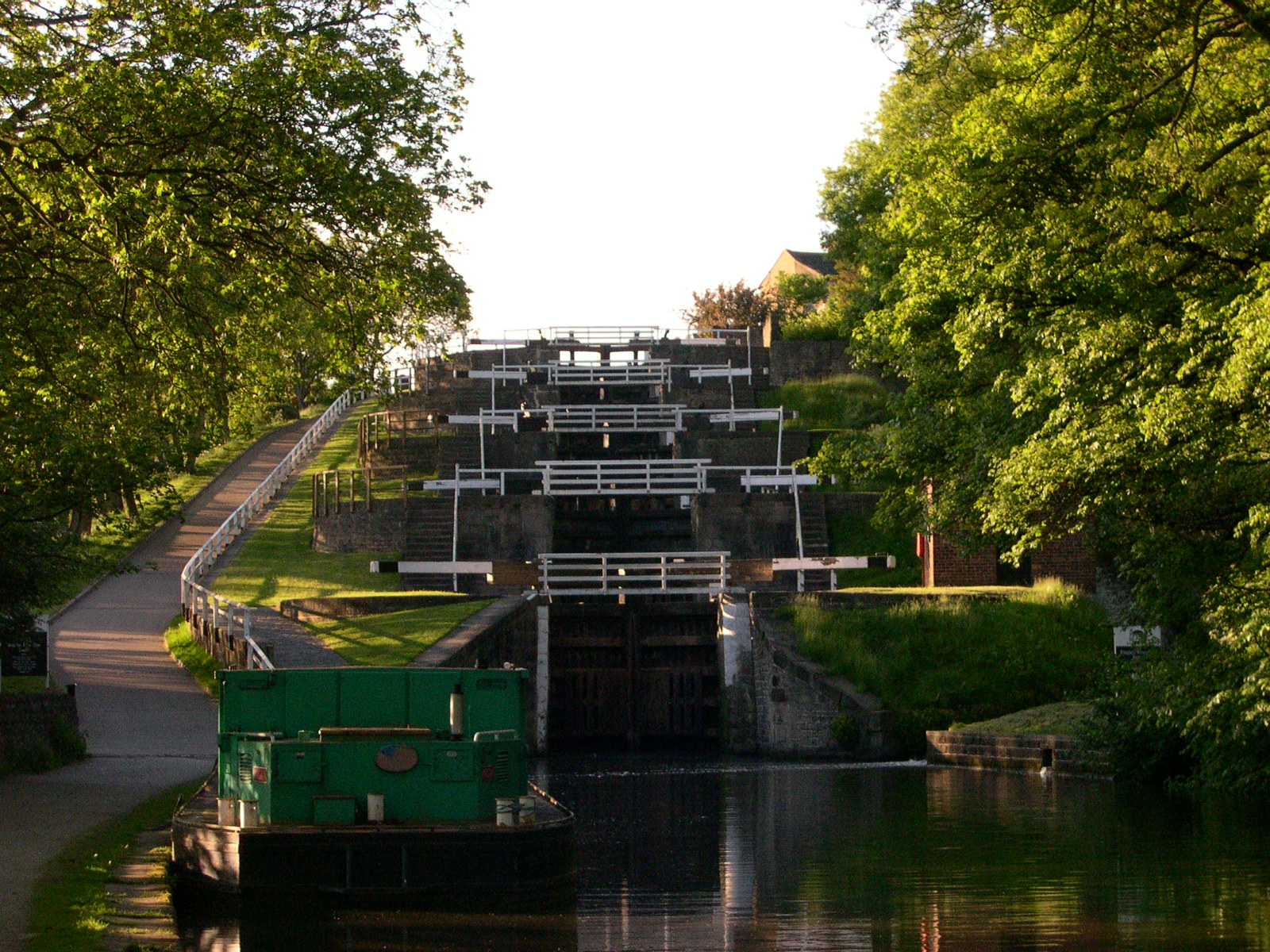
Les écluses vues du niveau inférieur.

L'escalier d'eau de Bingley (en anglais : Bingley Five Rise Lock) est un ensemble de cinq écluses en escalier situé sur le canal Leeds-Liverpool, à Bingley au Royaume-Uni. Il a été mis en service en 1774 et fut une innovation technique importante à l'époque. Comme tout escalier d'eau, la porte inférieure d'une écluse est la porte supérieure de la suivante.
L'ouvrage a fait l'objet d'une importante rénovation en 2004.
À quelques centaines de mètres au sud du Bingley Five Rise Lock se trouve le Three Rise Lock, escalier d'eau à trois écluses construit en même temps.